# Chrysopodes (Neosuarius) jaffuelinus
Chrysopodes (Neosuarius) jaffuelinus is een insect uit de familie van de gaasvliegen (Chrysopidae), die tot de orde netvleugeligen (Neuroptera) behoort. 
Chrysopodes (Neosuarius) jaffuelinus is voor het eerst wetenschappelijk beschreven door Navás in 1918.